# Hanging on a Heart Attack
Hanging on a Heart Attack – piosenka poprockowa zespołu Device, wydana w 1986 roku jako singel promujący album 22B3.

## Charakterystyka
Piosenka opowiada o przekroczeniu granicy, dotarciu do pewnego punktu, w którym odczuwalne jest bycie na skraju. Współautorka piosenki, Holly Knight, chętnie używała metafory serca w swoich utworach, wliczając w to „Hide Your Heart”, „Heart Don't Fail Me Now” i „Fall Apart Golden Heart”. Do piosenki powstał teledysk w reżyserii Briana Granta. Klip przybrał efektowną postać, wliczając w to futurystyczne kostiumy, wykorzystanie dużej ilości dymu i aktora przebranego za mima. Utwór był szeroko promowany, m.in. poprzez występ Device w programie American Bandstand.

## Pozycje na listach przebojów
| Lista             | Pozycja | Źródło |
| ----------------- | ------- | ------ |
| Kanada            | 74      | [ 2 ]  |
| Niemcy            | 33      | [ 3 ]  |
| Stany Zjednoczone | 35      | [ 1 ]  |
| Szwecja           | 8       | [ 3 ]  |

## Wykonawcy
- Paul Engemann – wokal
- Gene Black – gitara
- Holly Knight – gitara basowa, instrumenty klawiszowe, wokal wspierający

## Wykorzystanie
Sample z piosenki wykorzystali: Coldkill w piosence „Invisible” (2016), a także Electric Specter 電妖怪 w utworze „Polar Twilight” (2017).